# Sveta Ana
Sveta Ana je kršćanska svetica, majka Blažene Djevice Marije. Spomendan joj je u Katoličkoj Crkvi 26. srpnja.

## Životopis
O Joakimu i Ani u Bibliji nema spomena, no zato se njihovo ime prvi put spominje u jednom apokrifnom spisu iz 2. stoljeća. U prvih osam poglavlja toga spisa iznesene su neke pojedinosti, što se odnose na Marijino čudesno rođenje. Taj spis govori o sv. Joakimu kao o vrlo bogatu čovjeku, ali koji je bio i pobožan i dobar pa je prihode svojih dobara dijelio u dvoje: jedan je dio davao narodu, a drugi prinosio kao žrtvu Gospodinu za otpuštenje svojih grijeha. Kad se jednog dana nalazio u hramu, prinoseći svoju žrtvu, neki Ruben, predbacivao mu je nevrijednost, zbog koje sa svojom Anom nema djece. U Izraelu, naime, nijedan pravednik nije ostao bez potomaka. To je Joakima vrlo pogodilo pa se za četrdeset dana povukao u pustinju posteći i moleći kako bi od Gospodina isprosio potomka. 
U međuvremenu je i Ana vapila Gospodinu moleći za plodnost. Ukazao joj se Božji anđeo i navijestio da će dobiti dijete. Po anđelu bio je obaviješten i Joakim te pozvan da se iz pustinje vrati kući. Poslušao je te u zahvalu prinio Gospodinu za žrtvu deset jaganjaca. Bogato je nadario i svećenika i narod. Ana je u velikoj starosti rodila kćerku i dala joj ime Marija. U trećoj godini roditelji su je prikazali Gospodinu. 
Istočni sveti Oci u svojim su propovijedima na Marijine blagdane s mnogo ljubavi, oduševljenja i pobožnosti slavili i njezine roditelje. Štovanje se sv. Joakima na Zapadu razvilo mnogo kasnije nego na Istoku, a na Zapadu je sv. Ana daleko popularnija nego sv. Joakim. Njezinom je štovanju vrlo pridonio Johann von Tritheim svojom knjigom "Tractatus de laudibus sanctissimae Annae" (Rasprava o pohvalama presvete Ane - Mainz, 1494.). Štovanje sv. Ane naročito je raširena na europskom sjeveru: u Engleskoj, Francuskoj, Njemačkoj. Bretonci su prenijeli štovanje i u Kanadu. U Kuranu se Marijin otac naziva Imran. U Dicmu gdje se čuva relikvijar sv. Ane te se Ona posebno štuje kao suzaštitnica župe.

## Poveznice
- Sveti Joakim
- Sveto rodoslovlje

## Vanjske poveznice
Mrežna mjesta
- Sveti Joakim i sveta Ana, www.vjeraidjela.com
- Sv. Ana  Arhivirana inačica izvorne stranice od 7. kolovoza 2022. (Wayback Machine), Blog Muzeja i galerija Konavala